# Eleição municipal de Osasco em 2000

A eleição municipal de Osasco em 2000 aconteceu em 01 de outubro de 2000 para eleger um prefeito,um vice-prefeito e 21 vereadores no município de Osasco, no Estado de São Paulo, no Brasil. Na eleição Celso Giglio, do PTB, foi eleito prefeito logo no primeiro turno, ele recebeu 51,10% dos votos válidos, ele venceu na disputa, Emídio de Souza, do PT e Wanderley Alves, do PGT. O vice-prefeito eleito, na chapa de Giglio, foi Ângelo Alberto Melli, do PTB, e governaram a cidade pelo período de 1º de janeiro de 2001 a 31 de dezembro de 2004. Na Câmara Municipal, o vereador mais bem votado, foi Toniolo, do PTB, que obteve 8.765 votos.

## Antecedentes
Na eleição municipal de 1996, Silas Bortolosso, do PTB, foi eleito em primeiro turno, prefeito de Osasco com 49,36% dos votos, vencendo João Paulo Cunha, do PT, Carlos Fernando Franco, do PDT, José Masci de Abreu, do PSDB, Antonio Cesar Braga, do PFL, Messias Americo da Silva, do PSTU e Ivan Cacao, do PMN.

## Eleitorado
Na eleição municipal de Osasco em 2000, estavam aptos a votar 430.874 eleitores, desses 375.615 eleitores compareceram as urnas

## Candidatos
|  | Nº | Candidato(a) a prefeito | Candidato(a) a prefeito                      | Candidato(a) a vice-prefeito | Candidato(a) a vice-prefeito                       | Coligação                                                          |
|  | -- | ----------------------- | -------------------------------------------- | ---------------------------- | -------------------------------------------------- | ------------------------------------------------------------------ |
|  | 14 |                         | Celso Giglio (PTB) Celso Antônio Giglio      |                              | Alberto Melli (PTB) Ângelo Alberto Fornasaro Melli | "Avança Osasco" PTB, PFL - Partido Trabalhista Brasileiro (PTB)    |
|  | 13 |                         | Emídio de Souza (PT) Emídio Pereira de Souza |                              | João Paulo Cunha (PT) João Paulo Cunha             | "Novo Rumo para Osasco" PT, PCdoB - Partido dos Trabalhadores (PT) |
|  | 30 |                         | Wanderlei Alves (PGT) Wanderlei Alves        |                              | Maria de Fátima Pedro (PGT) Maria de Fátima Pedro  | Partido não coligado PGT - Partido Geral dos Trabalhadores (PGT)   |

## Resultados

### Prefeito
| 1º Turno 1 de outubro de 2000 | 1º Turno 1 de outubro de 2000 | 1º Turno 1 de outubro de 2000 | 1º Turno 1 de outubro de 2000 |
| Candidato(a)                  | Vice                          | Votação                       | Votação                       |
| Candidato(a)                  | Vice                          | Total                         | Porcentagem                   |
| ----------------------------- | ----------------------------- | ----------------------------- | ----------------------------- |
| Celso Giglio (PTB)            | Alberto Melli (PTB)           | 170.792                       | 51,10%                        |
| Emídio de Souza (PT)          | João Paulo Cunha (PT)         | 158.902                       | 47,54%                        |
| Wanderlei Alves (PGT)         | Maria de Fátima Pedro (PGT)   | 4.528                         | 1,36%                         |
| Total de votos válidos        | Total de votos válidos        | 334.222                       | 100,00%                       |
| Votos apurados                |                               |                               |                               |
| Votos válidos                 | Votos válidos                 | 334.222                       | 88,98%                        |
| Votos em branco               | Votos em branco               | 16.668                        | 4,44%                         |
| Votos nulos                   | Votos nulos                   | 24.725                        | 6,58%                         |
| Total de votos apurados       | Total de votos apurados       | 375.615                       | 100,00%                       |
| Eleitores                     |                               |                               |                               |
| Comparecimento                | Comparecimento                | 375.615                       | 87,19%                        |
| Abstenções                    | Abstenções                    | 55.200                        | 12,81%                        |
| Total de eleitores            | Total de eleitores            | 430.815                       | 100,00%                       |

## Vereador
| Resultado da eleição para a Câmara Municipal de Osasco em 2000 | Resultado da eleição para a Câmara Municipal de Osasco em 2000 | Resultado da eleição para a Câmara Municipal de Osasco em 2000 | Resultado da eleição para a Câmara Municipal de Osasco em 2000 | Resultado da eleição para a Câmara Municipal de Osasco em 2000 | Resultado da eleição para a Câmara Municipal de Osasco em 2000 |
| Candidato                                                      | Número                                                         | Partido                                                        | Votos                                                          | %                                                              |                                                                |
| -------------------------------------------------------------- | -------------------------------------------------------------- | -------------------------------------------------------------- | -------------------------------------------------------------- | -------------------------------------------------------------- | -------------------------------------------------------------- |
| Toniolo                                                        | 14.678                                                         | PTB                                                            | 8.765                                                          | 2,55                                                           |                                                                |
| Antonio Piteri                                                 | 15.111                                                         | PMDB                                                           | 8.045                                                          | 2,34                                                           |                                                                |
| Gilmar de Jesus                                                | 14.600                                                         | PTB                                                            | 6.775                                                          | 1,97                                                           |                                                                |
| Délbio Teruel                                                  | 22.686                                                         | PL                                                             | 6.225                                                          | 1,81                                                           |                                                                |
| Terezinha do Dr. Gaspar                                        | 23.466                                                         | PPS                                                            | 6.160                                                          | 1,79                                                           |                                                                |
| Dr. Amando Mota                                                | 25.653                                                         | PFL                                                            | 5.586                                                          | 1,62                                                           |                                                                |
| Marcos Martins                                                 | 13.666                                                         | PT                                                             | 5.241                                                          | 1,52                                                           |                                                                |
| Jair Assaf                                                     | 14.666                                                         | PTB                                                            | 5.108                                                          | 1,48                                                           |                                                                |
| Manoel Edvan                                                   | 25.669                                                         | PFL                                                            | 5.001                                                          | 1,45                                                           |                                                                |
| Didi                                                           | 45.630                                                         | PSDB                                                           | 4.785                                                          | 1,39                                                           |                                                                |
| Cuca                                                           | 43.699                                                         | PV                                                             | 4.501                                                          | 1,31                                                           |                                                                |
| Barbosa                                                        | 14.644                                                         | PTB                                                            | 4.344                                                          | 1,26                                                           |                                                                |
| Miazaki                                                        | 27.751                                                         | PSDC                                                           | 4.358                                                          | 1,16                                                           |                                                                |
| Arruda                                                         | 27.710                                                         | PSDC                                                           | 3.698                                                          | 1,07                                                           |                                                                |
| Mazé Favarão                                                   | 13.644                                                         | PT                                                             | 3.661                                                          | 1,06                                                           |                                                                |
| Aghimarães Caldas                                              | 13.699                                                         | PT                                                             | 3.544                                                          | 1,03                                                           |                                                                |
| Aloísio Pinheiro                                               | 13.620                                                         | PT                                                             | 3.536                                                          | 1,03                                                           |                                                                |
| Roberto Castro                                                 | 13.688                                                         | PT                                                             | 3.513                                                          | 1,02                                                           |                                                                |
| Rubinho Bastos                                                 | 13.678                                                         | PT                                                             | 3.374                                                          | 0,98                                                           |                                                                |
| Prof. Mário Luiz Guide                                         | 40.140                                                         | PSB                                                            | 3.136                                                          | 0,91                                                           |                                                                |
| Clemente Aparício                                              | 40.600                                                         | PSB                                                            | 3.106                                                          | 0,90                                                           |                                                                |

| Votos válidos   | Votos válidos   | 344.206 | 91,64% |
| Votos nulos     | Votos nulos     | 12.298  | 3,27%  |
| Votos em branco | Votos em branco | 19.111  | 5,09%  |
| Total           | Total           | 375.615 | 100%   |